# ムアメル・ヴグダリッチ
ムアメル・ヴグダリッチ（Muamer Vugdalič、1977年8月25日 - ）は、スロベニアの元サッカー選手。元スロベニア代表。ポジションはディフェンダー。

## 来歴
1999年にスロベニア代表デビュー。スロベニアとして初の出場となる2002 FIFAワールドカップにも出場した。2004年までに27試合に出場した。

## 代表歴

### 出場大会
- スロベニア代表
  - 2002 FIFAワールドカップ

### 試合数
- 国際Aマッチ 27試合 0得点（1999年-2004年）[1]

| スロベニア代表 | 国際Aマッチ | 国際Aマッチ |
| 年             | 出場        | 得点        |
| -------------- | ----------- | ----------- |
| 1999           | 1           | 0           |
| 2000           | 4           | 0           |
| 2001           | 6           | 0           |
| 2002           | 6           | 0           |
| 2003           | 8           | 0           |
| 2004           | 2           | 0           |
| 通算           | 27          | 0           |